# Клаус Ебергард (тенісист)
Клаус Ебергард (нім. Klaus Eberhard; нар. 15 вересня 1957) — колишній німецький тенісист.
Найвищу одиночну позицію світового рейтингу — 104 місце досяг 22 грудня 1980, парну — 320 місце — 3 січня 1983 року.
Здобув 2 парні титули.
Найвищим досягненням на турнірах Великого шолома було 2 коло в одиночному розряді.

## Фінали Гран-прі за кар'єру

### Парний розряд: 2 (2–0)
| Результат | W/L | Дата     | Турнір            | Покриття | Партнер       | Суперники                     | Рахунок       |
| --------- | --- | -------- | ----------------- | -------- | ------------- | ----------------------------- | ------------- |
| Перемога  | 1–0 | Бер 1979 | Нансі, Франція    | Тверде   | Карл Майлер   | Робін Дрісдейл Ендрю Джарретт | 4–6, 7–6, 6–3 |
| Перемога  | 2–0 | Лип 1980 | Кіцбюель, Австрія | Ґрунт    | Ульріх Мартен | Карлус Кірмайр Кріс Льюїс     | 6–4, 3–6, 6–4 |

## Титули на челленджерах

### Парний розряд: 1
| Ранг | Рік  | Турнір          | Покриття | Партнер       | Суперники                    | Рахунок       |
| ---- | ---- | --------------- | -------- | ------------- | ---------------------------- | ------------- |
| 1.   | 1980 | Паріолі, Італія | Ґрунт    | Ульріх Мартен | Карл Майлер Вернер Зірнгібль | 3–6, 6–3, 7–5 |